# Campeonato Mundial de Hóquei no Gelo de 1930
O Campeonato Mundial de Hóquei no Gelo de 1930 foi realizadas entre 30 de janeiro e 10 de fevereiro de 1930 em Chamonix na França, Viena na Áustria e em Berlim na Alemanha. Foi o primeiro torneio de hóquei de âmbito mundial, fora dos jogos olímpicos.
O torneio foi todo no sistema de playoffs em um único jogo. A equipe canadense foi reconhecido como sendo tão dominante, que não participou dos playoffs do torneio, sendo colocada no jogo final da medalha de ouro e o torneio foi jogado para determinar seu adversário.
Inverno quente derreteu o gelo em Chamonix na França e forçou os funcionárioa da Ligue Internationale de Hockey sur Glace a mover o torneio para Berlim, na Alemanha. Além disso, o jogo da disputa do quarto lugar aconteceu em Viena na Áustria, tornando este o único campeonato Mundial de hóquei a ser disputado em três países diferentes.

## Primeira Rodada
| 30 de janeiro de 1930 |     |         |                  |
| França                | 4–1 | Bélgica | Chamonix, França |
|                       |     |         | Chamonix, França |

| 30 de janeiro de 1930 |     |        |                  |
| Hungria               | 2–0 | Itália | Chamonix, França |
|                       |     |        | Chamonix, França |

| 30 de janeiro de 1930 |     |             |                  |
| Alemanha              | 4–2 | Reino Unido | Chamonix, França |
|                       |     |             | Chamonix, França |

## Segunda Rodada
| 1 de fevereiro de 1930 |     |       |                  |
| Polônia                | 5–0 | Japão | Chamonix, França |
|                        |     |       | Chamonix, França |

| 1 de fevereiro de 1930 |     |                 |                  |
| Suíça                  | 3–1 | Tchecoslováquia | Chamonix, França |
|                        |     |                 | Chamonix, França |

| 1 de fevereiro de 1930 |     |        |                  |
| Áustria                | 2–1 | França | Chamonix, França |
|                        |     |        | Chamonix, França |

| 1 de fevereiro de 1930 |     |         |                  |
| Alemanha               | 4–1 | Hungria | Chamonix, França |
|                        |     |         | Chamonix, França |

## Semifinais
| 2 de fevereiro de 1930 |     |         |                  |
| Alemanha               | 3–1 | Polônia | Chamonix, França |
|                        |     |         | Chamonix, França |

| 2 de fevereiro de 1930 |     |         |                  |
| Suíça                  | 2–1 | Áustria | Chamonix, França |
|                        |     |         | Chamonix, França |

## Disputa do quarto lugar
| 5 de fevereiro de 1930 |     |         |                |
| Áustria                | 2–0 | Polônia | Viena, Áustria |
|                        |     |         | Viena, Áustria |

## Final
| 9 de fevereiro de 1930 |     |       |                  |
| Alemanha               | 2–1 | Suíça | Berlim, Alemanha |
|                        |     |       | Berlim, Alemanha |

## Campeonato Mundial
| 10 de fevereiro de 1930 |     |          |                  |
| Canadá                  | 6–1 | Alemanha | Berlim, Alemanha |
|                         |     |          | Berlim, Alemanha |